# رائد لبيب
رائد لبيب (م؟ - ت 19 مارس 2021) كان مخرج مصري بدأ مسيرته الفنية في أواخر السبعينيات من خلال مشاركته كمخرج مساعد في العديد من الأعمال منها مسلسل حكاية ميزو عام 1977، وكانت أول أعماله كمخرج مسلسل هند والدكتور نعمان عام 1984. أشتهر لإخراجة برنامج الكاميرا الخفية التي قدمها إبراهيم نصر.

## أعماله كمخرج

### مسلسلات
- 1984:هند والدكتور نعمان
- 1985:حلم رجل بسيط
- 1987:مكتبة علاء وهناء
- 1989:ناس وناسالجزء الأول
- 1989:أولادي
- 1989:الرحلة
- 1990:حضرات السادة الكدابين
- 1992:العرضحالجي
- 1993:دموع الشموع
- 1994:الطوفان
- 1995:الشباب يعود يوما
- 1997:الماضي يعود الآن
- 1998:قط وفار
- 2001:الشهد المر
- 2004:أحلام البنات
- 2005:نعتذر عن هذا الحلم
- 2007:عائلة مجنونة جداً
- 2007:صرخة أنثى
- 2007:المخبر الخاص
- 2009:أحلام نبيلة
- 2010:نص أنا.. نص هو
- 2011:مسألة كرامة
- 2016:الأستاذ بلبل وحرمه

### سهرة تليفزيونية
- 1986:قبل السادسة
- 1987:الجلياط
- 1994:وحوش أليفة
- 1995:صحبة خير

### أفلام
- 1998:اليافطة
- 2001:زكية زكريا في البرلمان

## برامج
- 1991:الكاميرا الخفية
- 2001:حسين على الهوا
- 2003:بهلول ولسان العصفور